# Heteropelma perornatum
Heteropelma perornatum är en stekelart som först beskrevs av Cameron 1902.  Heteropelma perornatum ingår i släktet Heteropelma och familjen brokparasitsteklar. Inga underarter finns listade i Catalogue of Life.